# James Murphy (musicien, producteur)
Pour les articles homonymes, voir James Murphy.
 (janvier 2012).
James Murphy, né le 4 février 1970 à West Windsor Township (New Jersey), est un musicien américain, également producteur, disc-jockey et cofondateur du label d'électro-punk new-yorkais DFA Records. Son projet musical le plus connu est le groupe LCD Soundsystem, dont il est le leader et membre principal.

## Biographie

### Ses débuts
Il débute en 1993 en tant que DJ, sous le nom de Death From Above, surnom reçu alors qu'il travaillait en tant qu'ingénieur du son pour le groupe de post-punk Six Finger Satellite. Le premier nom de DFA Records, label créé par Murphy avec Tim Goldsworthy fut d'ailleurs Death From Above Records). Un duo canadien utilisa initialement le même nom, avant de le modifier à la suite d'une contestation, en changeant le nombre minimal de caractères légalement nécessaire, pour devenir Death From Above 1979.
James Murphy a été membre des groupes Falling Man de 1988 à 1989, Pony de 1992 à 1994 et Speedking de 1995 à 1997. Il fut également ingénieur du son pour le groupe Six Finger Satellite, du label Sub Pop. John Maclean (en), ancien membre de Six Finger Satellite, est à présent chez DFA Records sous le nom de The Juan Maclean. Murphy créée DFA en 1999 avec Tim Goldsworthy, autrefois membre du collectif UNKLE. À 22 ans, il se voit offrir un poste de scénariste pour la sitcom américaine Seinfeld, peu connue à l'époque. Ne s'attendant pas au succès de la série, il décide plutôt de continuer dans la musique.

### LCD Soundsystem
LCD Soundsystem s'est vu révélé au public avec le premier single Losing My Edge en 2002, avant la sortie de leur premier album éponyme en février 2005 approuvé par la critique.
Le second album de LCD Soundsystem, Sound of Silver, est sorti le 12 mars 2007 au Royaume-Uni, et le 20 mars aux États-Unis.
À la fin de l'année 2009, le magazine musical en ligne influent Pitchfork nomme le titre All My Friends (extrait de Sound Of Silver) deuxième meilleure chanson de la décennie et l'album est placé au 17e rang dans le Top 200 Albums des années 2000. James Murphy annonce au magazine anglais NME la sortie en 2010 du dernier album que le groupe fera sous le nom de LCD Soundsystem : « Je sais que je l'ai déjà dit par le passé, mais je n'aime pas me répéter », « je préfère travailler en me disant que c'est le dernier album car ça me pousse à faire les choses de la meilleure manière ». This is Happening sort le 17 mai 2010 (le 18 aux États-Unis). Un mois avant sa sortie, le groupe le met à disposition en écoute intégrale sur son site officiel.
Le clip du morceau Drunk Girls extrait de l'album This is Happening a été réalisé par Spike Jonze et James Murphy.

### Autres projets

#### Musique
James Murphy est également à l'origine d'un disque de la série Fabric live, Fabric Live 36, en collaboration avec le batteur de LCD Soundsystem Pat Mahoney, et sorti en octobre 2007. Il a annoncé fin 2008 qu'il jouerait de la basse pour Free Energy, groupe rock comprenant également le batteur de LCDS Pat Mahoney et ses amis Scott Wells et Paul Sprangers, mais il a par la suite nié l'information en parlant d'une mauvaise interprétation.

#### Cinéma
Fin 2009, il a écrit la musique du film Greenberg pour Noah Baumbach. La bande originale est sortie le 22 mars 2010. Il apparaît à deux reprises dans le film. En 2015, il signe la musique d'un autre film de Noah Baumbach, While We're Young.

### Productions
Il a notamment produit des groupes tels que Radio 4 ou The Rapture. En 2009, il participe également à la production du second album de Tiga. Il participe à la production de l'album Reflektor du groupe montréalais Arcade Fire qui sort en 2013.

## Discographie

### Greenberg (2010)
1. Jet Airliner (Steve Miller Band)
2. People
3. Suburbia (Night Jewel)
4. Sleepy Baby
5. Thumbs
6. It never rains on Southern California (Albert Hammond)
7. Plenty of time
8. Photographs
9. Gente
10. Strange (Galaxie 500)
11. Oh you (Christmas Blues)
12. Birthday Song
13. Dear You
14. Shot Down (The Sonics)
15. If you need a friend
16. Please don't follow me
17. Photographs (Piano)